# Vidal Francisco Soberón Sanz
Vidal Francisco Soberón Sanz (Ciudad de México; 17 de mayo de 1953) es un militar mexicano que se desempeñó como secretario de Marina entre el 1 de diciembre de 2012 y el 30 de noviembre de 2018 durante el gobierno de Enrique Peña Nieto.

## Estudios
- Primaria, secundaria y preparatoria en la Ciudad de México
- Guardiamarina en la Heroica Escuela Naval Militar (1970-1975)

## Formación profesional
- Maestría en administración naval.[cita requerida]
- Maestría en planificación y seguridad nacional.[cita requerida]
- Licenciatura como ingeniero geógrafo.[cita requerida]
- Licenciatura en ingeniería mecánica naval.[cita requerida]

## Cargos
- Segundo Comandante de la Tercera Flotilla de Buques Oceánicos
- Segundo Comandante del Sector Naval de Coatzacoalcos
- Comandante de Flotilla en la Fuerza Naval del Pacífico
- Comandante del Sector Naval de Matamoros, Tamaulipas.
- Director de la Escuela de Destructores
- Ayudante del Jefe de Operaciones Navales
- Director Técnico de la Dirección General de Comunicaciones Navales
- Jefe de Ayudantes del Secretario de Marina José Ramón Lorenzo Franco
- Agregado Naval ante las Repúblicas de Panamá, concurrente en Nicaragua y Costa Rica
- Presidente de la Comisión de Estudios Especiales del Estado Mayor General de la Armada.
- Secretario Particular de su antecesor Mariano Francisco Saynez Mendoza

## Condecoraciones
- Perseverancia de 10, 15, 20, 25, 30, 35 años de Servicio
- Perseverancia Excepcional en Tercera Clase de 40 años de Servicio
- Condecoración al "Mérito Naval" Segunda Clase otorgada por el Gobierno de España
- Condecoración del Servicio Marítimo Nacional en el grado de Servicios Distinguidos “Almirante Cristóbal Colón”, otorgada por el Gobierno de Panamá
- Comandante de la Orden de Mérito Naval de Brasil[1]
- Comandante de la Legión al Mérito de Estados Unidos (24 de junio de 2014)[2]

## Reconocimientos
- Premio William J. Perry (15 de diciembre de 2015)[3]

## Vida familiar
Desde 1982 está casado con la señora Georgina Ventura Menchaca, madre de sus dos hijos: Vidal Francisco y Santiago.